# Jos van Rey

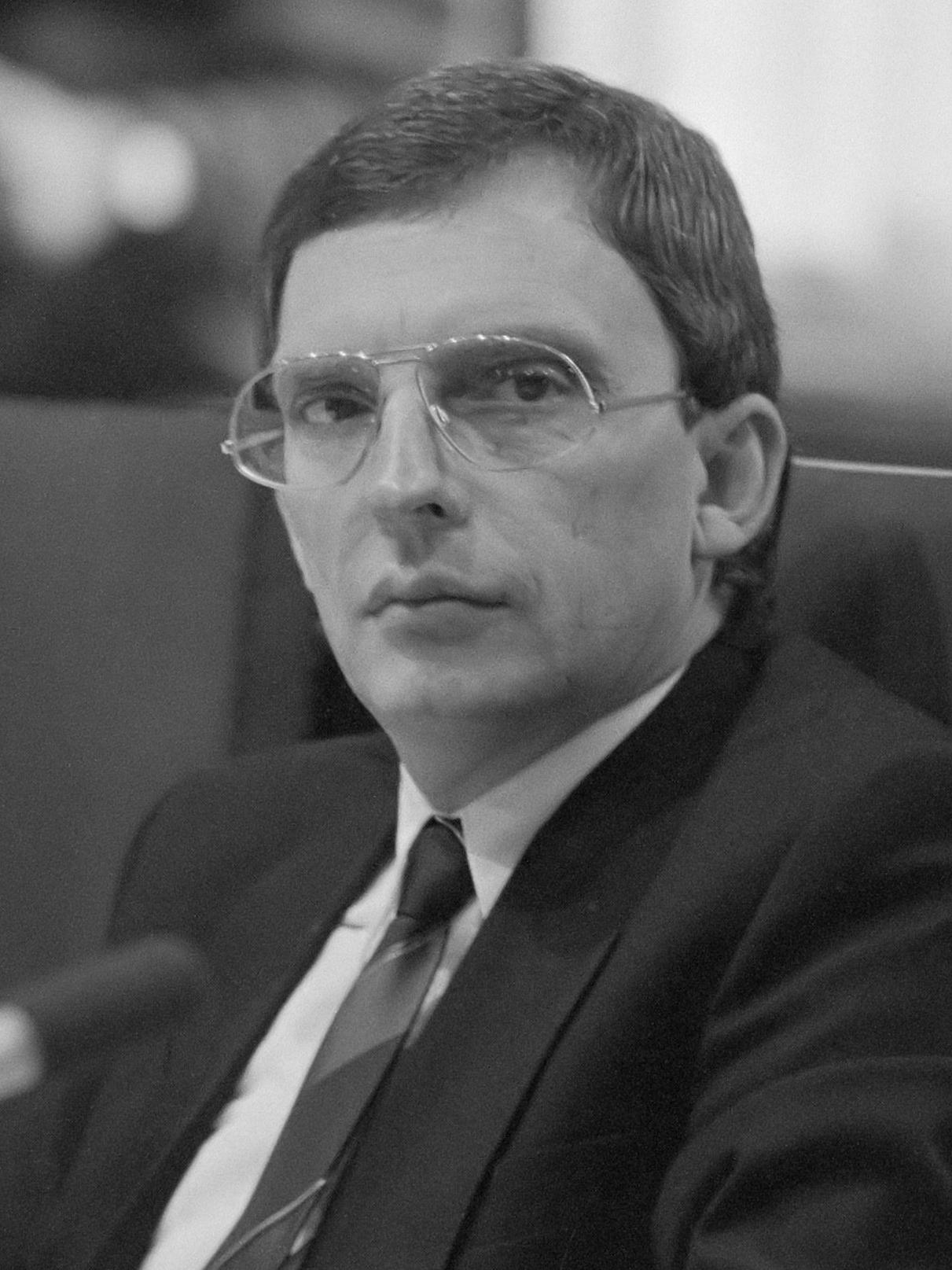
Jos van Rey (1987)

Jozef Franciscus Bernard (Jos) van Rey (Roermond, 15 april 1945) is een Nederlandse ondernemer en politicus. Namens de Liberale Volkspartij Roermond is hij sinds 13 juli 2022 wethouder. Op 19 september  2024  kondigde van Rey aan te stoppen als wethouder per 7 november 2024, en verder te gaan als raadslid namens Liberale Volkspartij Roermond. Jos van Rey was 14 jaar lid van de Tweede Kamer. Daarnaast maakte hij deel uit van de Provinciale Staten in Limburg. Zijn zetel in de Eerste Kamer (vanaf 2011), evenals die als wethouder in de gemeente Roermond (vanaf 1998), gaf hij op 22 oktober 2012 op nadat enkele dagen eerder verdenkingen van corruptie tegen hem waren gerezen. Het proces tegen hem begon op 20 januari 2015. Op 26 maart 2015 nam hij zitting in de Provinciale Staten van Limburg voor de "Volkspartij Limburg". Op 2 april 2015 werd hij uit de VVD gezet.
Sindsdien wordt zijn Liberale Volkspartij Roermond bij elke gemeenteraadsverkiezingen de grootste partij in Roermond, en wordt Van Rey als lijstduwer steeds met voorkeurstemmen in de raad gekozen. Ook bij de verkiezingen van 18 maart 2022 was dit het geval.

## Levensloop
De uit een slagersgezin afkomstige Van Rey volgde de mulo en de hbs, maar maakte beide opleidingen niet af. Later behaalde hij een vakdiploma in de assurantiën.
Hij richtte het naar hemzelf genoemde assurantiekantoor Jos van Rey op en deed in september 1974 zijn eerste politieke stap door zich verkiesbaar te stellen voor de gemeenteraad van Roermond. Hij deed dit voor de VVD, omdat hij bezwaar had tegen de grote invloed van de grootste lokale partij, Katholiek Roermond, in het lokale bestuur van de stad. De Rey werd gekozen en was tot 1986 raadslid. Van 1990 tot 2002 was hij dat opnieuw. Hij was ook enige tijd wethouder van die gemeente (1979 tot 1982), een bestuurlijke functie die hij van 1998 tot 2012 weer vervulde. Zijn portefeuille bevatte economische zaken, volkshuisvesting en stadsontwikkeling, personeel en organisatie plus het locoburgemeesterschap.
In 1982 zat hij enkele maanden in de Provinciale Staten van Limburg om vanaf april 1995 tot en met 2012 opnieuw in deze Staten zitting te hebben. In 2003 voerde hij als lijsttrekker de provinciale verkiezingen voor Limburg aan.
Van 1982 tot 1998 zat hij met een onderbreking van 1989 tot 1991 in de Tweede Kamer. Vanwege zijn openhartigheid haalde hij vaak het nieuws in de Limburgse kranten. In het nationale parlement was hij voor zijn fractie woordvoerder voor volkshuisvesting, midden- en kleinbedrijf en financiën, en kwam hij op voor de belangen van de provincie Limburg. Hij bekleedde daar het ondervoorzitterschap van de commissie van de parlementaire enquête naar bouwsubsidies (1986-1989) en vervulde een rol van betekenis inzake de kwestie van de zogeheten technoleaseconstructie uit 1997, waarbij hij zich vooral bezighield met de wijze waarop de Tweede Kamer daarover was geïnformeerd.
Zijn tussentijdse absentie in de Tweede Kamer (1989-1991) had hij te wijten aan opmerkingen die hij in het blad van de liberale jongeren (JOVD) had geuit en die bij de kiezers verkeerd waren gevallen. Hij haalde onvoldoende voorkeurstemmen (13.000) om bij de Tweede Kamerverkiezingen van 1989 opnieuw een zetel te behalen.

## Maatschappelijk
Van Rey is eigenaar van Jos van Rey Vastgoed b.v. Tevens is hij commissaris bij Ontwikkelingsmaatschappij Midden-Limburg.

## Justitieel en bestuurlijk integriteitsonderzoek
Burgemeester Henk van Beers kondigde in oktober 2011 een onderzoek aan naar de integriteit van Van Rey, vanwege aantijgingen dat deze de gemeentelijke gedragscode zou hebben geschonden. Van Rey zou structureel de schijn van belangenverstrengeling op zich geladen hebben door als wethouder mee te beslissen over miljoeneninvesteringen in projecten waarbij een bevriende projectontwikkelaar was betrokken. Ook zou zijn onafhankelijkheid in het geding zijn vanwege zijn eigen zakelijke activiteiten. Het onderzoek richt zich ook op de rol van het college van burgemeesters en wethouders.
Het onderzoek werd uitgevoerd door oud-minister van Justitie en lid van de Raad van State Winnie Sorgdrager en hoogleraar Paul Frissen. Het eindrapport werd op 19 maart 2012 gepresenteerd. De belangrijkste conclusie voor het college van B&W was dat er geen sprake zou zijn van feitelijke belangenverstrengeling tussen wethouder Van Rey en projectontwikkelaar Van Pol. De bewering van Dagblad De Limburger/Limburgs Dagblad dat wethouder Van Rey zich bij de ontwikkeling van een aantal projecten schuldig zou hebben gemaakt aan regelrechte belangenverstrengeling met projectontwikkelaar Van Pol is niet direct gestoeld op feiten, zo valt op te maken uit het onderzoek. De onderzoekers betitelen de persoonlijke aankoop van Van Rey van een van de 256 aandelen van het vastgoedfonds Roercenter en het beheer van zijn onroerend goed echter wel als belangenverstrengeling. Sorgdrager en Frissen nuanceren die conclusie door hun toevoeging dat die handelwijze van beperkte politieke betekenis zou zijn geweest. De onderzoekers vonden dat Van Rey zich gehouden had aan de gedragscode van de gemeente Roermond.

### Politie-invallen
Op 19 oktober 2012 deed de recherche 's ochtends een inval in de woning van Van Rey in Herten, evenals in zijn werkkamer op het stadhuis van Roermond, alsook bij zijn zoon en dochter. Administratie, computers en digitale bestanden werden in beslag genomen. De politie verdacht Van Rey van corruptie en het lekken van gevoelige informatie over de benoeming van een nieuwe burgemeester van Roermond. Dat bleek uit een persverklaring die het Landelijk Parket die dag uitgaf. Volgens raadslid Dré Peters (VVD), de voorzitter van de vertrouwenscommissie die de sollicitatieprocedure behandelde voor de nieuwe burgemeester, werd de telefoon van Van Rey al maandenlang door de politie afgeluisterd. Van Rey en de voorzitter van de gemeentelijke vertrouwenscommissie werden verhoord door de recherche. Tevens werd de waarnemend burgemeester van Roermond geïnformeerd en gehoord door de recherche.
Volgens Peters werd Van Rey er specifiek van verdacht dat hij burgemeester Ricardo Offermanns (VVD) van Meerssen twee vragen had doorgespeeld die deze zouden worden voorgelegd tijdens diens sollicitatiegesprek voor het burgemeesterschap van Roermond. Peters liet aan het dagblad NRC Handelsblad weten dat de recherche hem het telefoongesprek had laten horen dat de recherche in het geheim had afgeluisterd in verband met een lopend onderzoek naar andere mogelijke ambtelijke corruptie door Van Rey. De kwestie over het lekken van gevoelige informatie werd daarbij aanvankelijk beschouwd als bijvangst. Op de dag van de politie-inval meldde burgemeester Offermanns zich 's middags om 12 uur ziek in zijn gemeente Meerssen.

Op 8 januari 2014 kwam in het nieuws dat ook werd onderzocht of Van Rey bij verkiezingen stemmen zou hebben geronseld.

### Formele tenlastelegging
Op 15 januari 2015 maakte het Openbaar Ministerie de dagvaarding bekend met de feiten waarvan Van Rey verdacht wordt en waarvoor hij op 20 januari 2015 in Rotterdam terecht moest staan. Het ging om het volgende:
- Het aannemen van giften, diensten en beloften ter waarde van 97.699 euro van Van Pol Beheer BV,[13] een projectontwikkelaar en vastgoedbeleggingsbedrijf te Roermond.
- Het aannemen van giften van RED Security BV,[14] een beveiligings- en surveillancebedrijf te Roermond;
- Het aannemen van giften van Meulen Groep BV,[15] een bouw-, vastgoed- en projectontwikkelingsbedrijf te Weert;
- De aangenomen giften van deze bedrijven bestaan uit voor Van Rey betaalde bezoeken aan vastgoedbeurzen, voetbalwedstrijden met hotelovernachtingen, 22 vakantiereizen van Van Rey naar de villa van projectontwikkelaar Van Pol aan de Côte d'Azur, uitstapjes, en donaties aan Liba Adviesbureau BV,[16] een bedrijf dat op naam staat van zijn kinderen. In ruil daarvoor zou Van Rey als wethouder deze bedrijven een voorkeursbehandeling hebben gegeven, vertrouwelijke gemeente-informatie hebben verstrekt en besluitvormingsprocedures hebben beïnvloed. Met name Van Pol Beheer BV zou daardoor voor honderden miljoenen euro's projecten hebben kunnen bouwen.
- Het witwassen van 175.000 euro;
- Het ronselen van 34 volmachtstemmen voor gemeenteraadsverkiezingen;
- Het schenden van het ambtsgeheim door informatie te lekken uit de sollicitatieprocedure voor een nieuwe burgemeester aan vier VVD-politici, namelijk Ricardo Offermanns, Vincent Zwijnenberg, staatssecretaris van Veiligheid en Justitie Fred Teeven en Tweede Kamerlid Karin Straus (afkomstig uit Roermond).
- Het regelen van een billboard langs de A73 voor voormalig VVD Staatssecretaris van Financiën Frans Weekers in 2012. Voor de huur werd betaald door Van Pol Beheer BV (€ 1785) en Meulen Groep BV (€ 1190); het Openbaar Ministerie ziet deze bedragen als giften die Van Rey niet had mogen aannemen.

Naast Van Rey moesten Van Pol Beheer BV en de voormalige Roermondse VVD-wethouder Tilman Schreurs terechtstaan. Schreurs werd ervan verdacht giften en diensten te hebben aangenomen van Van Pol Beheer BV ter waarde van 15.538 euro, diverse etentjes, het bijwonen van voetbalkampioenschappen en het regelen van donaties voor een fanfare en een carnavalsvereniging.

### Kandidatuur
VVD-raadslid Dré Peters liet weten dat de VVD-fractie Roermond Van Rey gevraagd had tijdelijk terug te treden als wethouder. Op 22 oktober 2012 nam Van Rey ontslag als wethouder en lid van de Eerste Kamer. Sinds 15 januari 2013 was Van Rey weer actief binnen de VVD-afdeling Roermond, tot zorg van de nationale partijtop. In de eerste helft van mei 2013 werd bekend dat Van Rey bij de gemeenteraadsverkiezingen in 2014 lijstduwer zou worden op de VVD-kandidatenlijst van Roermond. Landelijk VVD-voorzitter Benk Korthals trachtte Van Rey vergeefs te overreden zijn kandidatuur in te trekken, zolang hij verdachte was in een corruptiezaak. Volgens Korthals weigerde Van Rey en dreigde hij bij een door het landelijk partijbestuur opgelegd royement een eigen plaatselijke partij op te richten om daarmee alsnog te kunnen meedoen aan de komende gemeenteraadsverkiezingen. Korthals liet weten daarvoor niet te willen wijken. Op 18 mei 2013 besloot de VVD-afdeling van Roermond om de kandidatuur van Van Rey op te schorten. Het plaatselijke partijbestuur besloot met een definitief besluit te wachten tot 18 november dat jaar.
In september 2013 werd Van Rey opnieuw op de voorlopige kandidatenlijst gezet voor de gemeenteraadsverkiezingen in 2014. Dit ontlokte minister-president Mark Rutte op 13 september 2013 tijdens zijn wekelijkse persconferentie de uitspraak dat hij tegen de kandidaatstelling is van eenieder die door het OM verdacht wordt van corruptie. Als gevolg hiervan begon Van Rey met zeven van de elf VVD-raadsleden en vijftien van de 25 op de VVD-groslijst een eigen lokale partij; de Liberale Volkspartij Roermond. Lijsttrekker werd Dré Peters en Van Rey werd lijstduwer. De LVR kreeg bij de gemeenteraadsverkiezingen van 19 maart 2014 10 van de 31 zetels en Jos van Rey werd met voorkeurstemmen (hij stond laatste op de lijst, op nummer 34) in de raad gekozen. Bij de Provinciale Statenverkiezingen 2015 was Van Rey lijstduwer van wederom een andere partij, de Volkspartij Limburg. Deze partij won één zetel in de Staten van Limburg en omdat Van Rey het grootste aantal voorkeurstemmen kreeg (3801) kon hij de zetel innemen. Hij werd op 26 maart 2015 geïnstalleerd. Omdat de aanwezigheid van Van Rey in de Provinciale Staten van Limburg voor de Volkspartij Limburg werd gezien als een stap die de VVD schade berokkent, werd hij een week later door de VVD geroyeerd. In januari 2019 maakte Jos van Rey bekend niet te kandideren voor de Provinciale Statenverkiezingen 2019.

### Veroordeling
Van Rey werd 19 juli 2016 veroordeeld tot een taakstraf van 240 uur en niet tot de onvoorwaardelijke celstraf van 24 maanden zoals door het Openbaar Ministerie werd geëist. “Van Rey belandde in een wereld van vriendjespolitiek, omkoping en corruptie.” Dat concludeerde het Openbaar Ministerie die dinsdag in de aanloop tot het formuleren van de strafeis tegen de voormalige VVD'er. Daarnaast zou hij drie jaar lang geen ambt mogen bekleden bij de overheid. Zowel het OM als Jos van Rey zelf gingen in hoger beroep tegen deze veroordeling en uitspraak voor het schenden van de geheimhoudingsplicht, stempasfraude en omkoping. De politicus was in Roermond tevens niet welkom als raadslid in een nieuwe gemeentelijke commissie.
Op 20 december 2017 veroordeelde het Gerechtshof Den Haag Van Rey tot een voorwaardelijke gevangenisstraf voor de duur van twaalf maanden en ontzetting van het recht tot het bekleden van een bestuurlijk ambt voor de duur van twee jaren, wegens schending van zijn geheimhoudingsplicht, omkoping, "het rommelen met stempassen en volmachtbewijzen", alsmede witwassen. Van Rey ging in cassatie tegen deze veroordeling, maar de Hoge Raad bekrachtigde het vonnis op 9 juli 2019.
In de ontnemingszaak die het OM daarnaast voerde vanwege het illegaal verkregen geld, trof Van Rey eind 2019 een schikking met justitie voor een onbekend bedrag.

## Wetenswaardigheden
- In 1974 speelde hij, naast Hans Wiegel in de hoofdrol en chroniqueur Jan Laugs in de titelrol, een bijrol – als aankomend VVD-lid – in de VPRO-documentaire over de VVD-afdeling Roermond De heer met de pet, een nette film over de VVD.[34]
- In 2015 ontvingen Hans Goossen en Theo Sniekers de Brusseprijs voor hun boek El Rey. Van jager tot prooi.
- Op 16 maart 2018 verscheen de biografie van Jos van Rey getiteld Vrienden geschreven door André Vermeulen.

## Gezin
- Jos van Rey is gescheiden en heeft twee kinderen uit zijn eerste huwelijk.

- Nederlandse Thesaurus van Auteursnamen: 385911319
- Parlement.com: vg09llng31wg
- Virtual International Authority File: 317165164